# Andrew Rein
Andrew Rein (Wisconsin, Estados Unidos, 11 de marzo de 1958) es un deportista estadounidense retirado especialista en lucha libre olímpica donde llegó a ser subcampeón olímpico en Los Ángeles 1984.

## Carrera deportiva
En los Juegos Olímpicos de 1984 celebrados en Los Ángeles ganó la medalla de plata en lucha libre olímpica de pesos de hasta 68 kg, tras el luchador surcoreano You In-Tak (oro) y por delante del finlandés Jukka Rauhala (bronce).